# Église Notre-Dame-du-Soldat de Hans
 (juillet 2024).
Si vous disposez d'ouvrages ou d'articles de référence ou si vous connaissez des sites web de qualité traitant du thème abordé ici, merci de compléter l'article en donnant les références utiles à sa vérifiabilité et en les liant à la section « Notes et références ».
L'église de Hans est dédiée à Notre-Dame-du-Soldat et se trouve sur la commune de Hans dans le département de la Marne, en France.

## Présentation

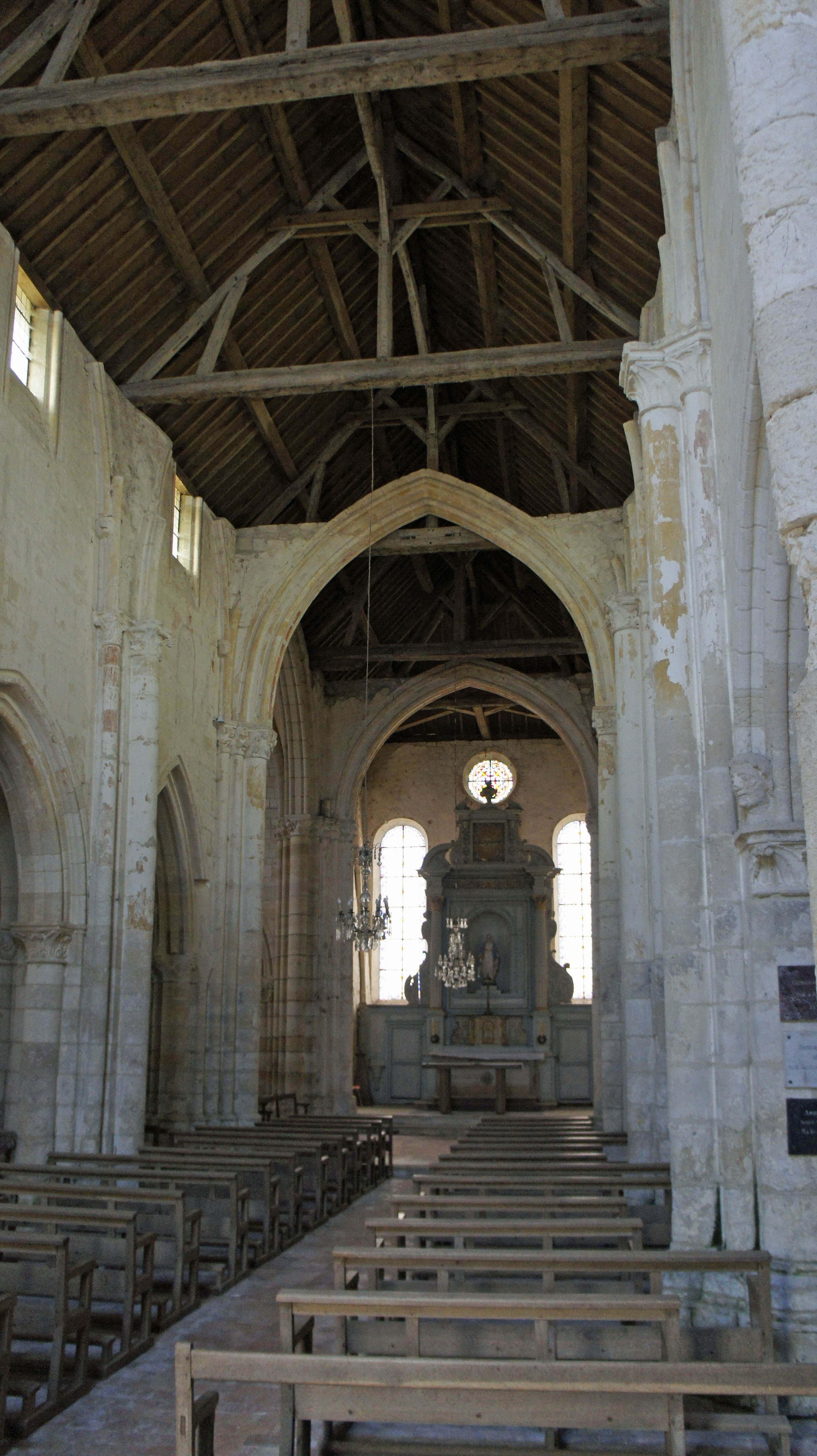
La nef.

L'église de Hans date de la fin du XIIe siècle,  elle est citée comme nouvellement construite par une charte de 1206. Deux des piliers de la croisée remontent au tournant des années 1180. Elle possède une tour carrée au-dessus de la première travée et qui fait clocher.  Elle a été amputée de son abside en 1809 mais restaurée pendant le Second Empire par la volonté de Henri de Dampierre, la nef fut couverte sans restaurer les voûtes, les vitraux sont de Duhamel Marette sur des thèmes patriotiques, guerre de Crimée, les Pères-blancs en Kabylie, Alpin et Attila, le baptême de Clovis. Les maréchaux offrent une nef en marbre, de nombreuses familles y font apposer une plaque mémorielle aux morts des guerres du Second empire : Blandan, Courbet, le comte d'Enghien, Dupetit-Thouars. Elle fut consacrée par Mgr Sourrieu et bénie par Léon XIII.
Elle est classée au titre des monuments historiques par arrêté du 16 avril 1943.

## Mobilier
Des fonts baptismaux, nef de marbre blanc sur un socle noir. qui sont un don des maréchaux Saint-Arnaud, Randon, Canrobert, Bosquet et Le Bœuf de Nausouty au XIXe siècle. Elle est l'œuvre du sculpteur G. Ardy.
Une plaque en la mémoire des morts au champ d'honneur des militaires du corps d'armée coloniale tombés en 1914-15. Elle se trouve sur le mur est derrière le monument aux morts.

## Images

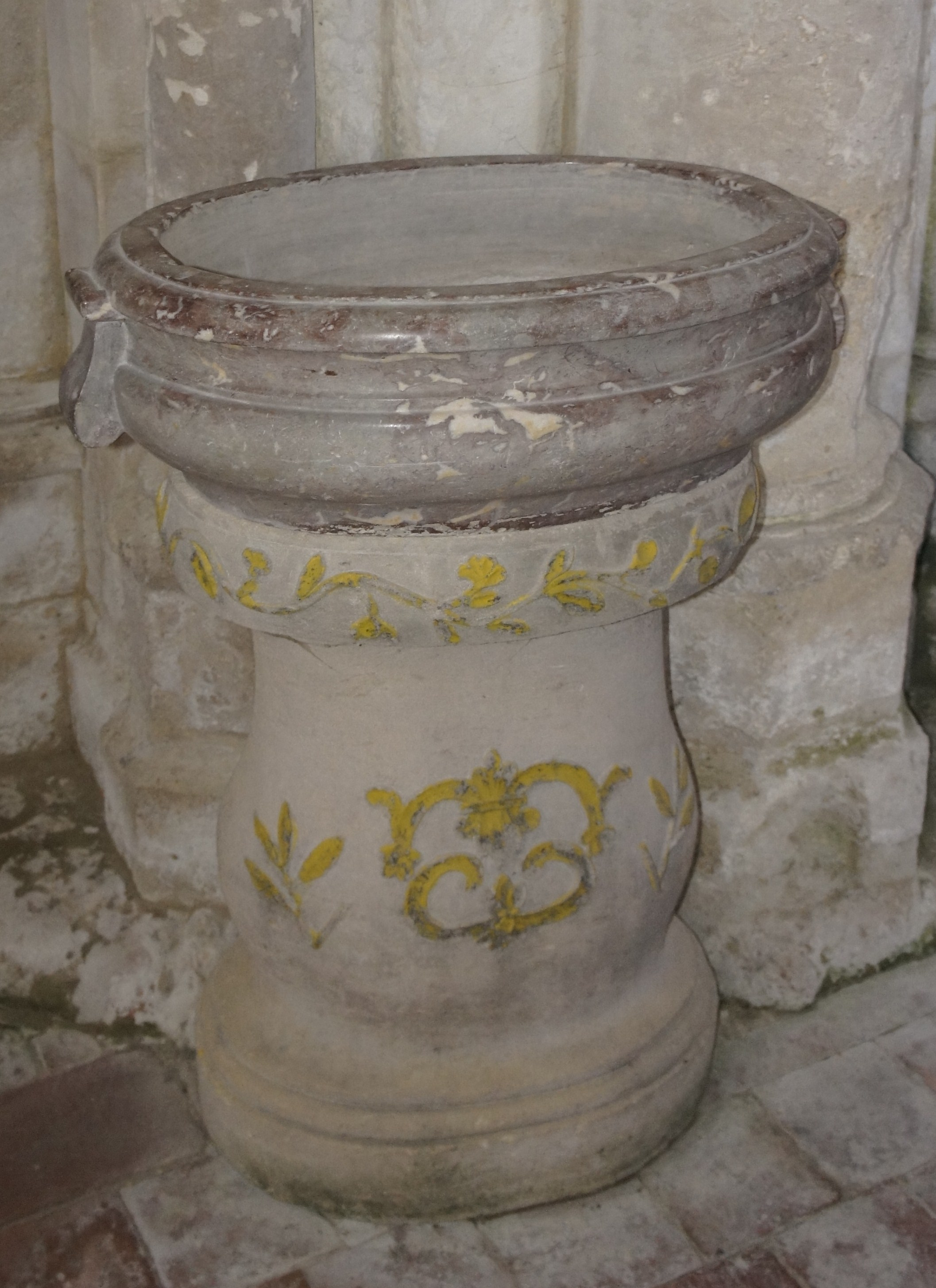
Fonts baptismaux.
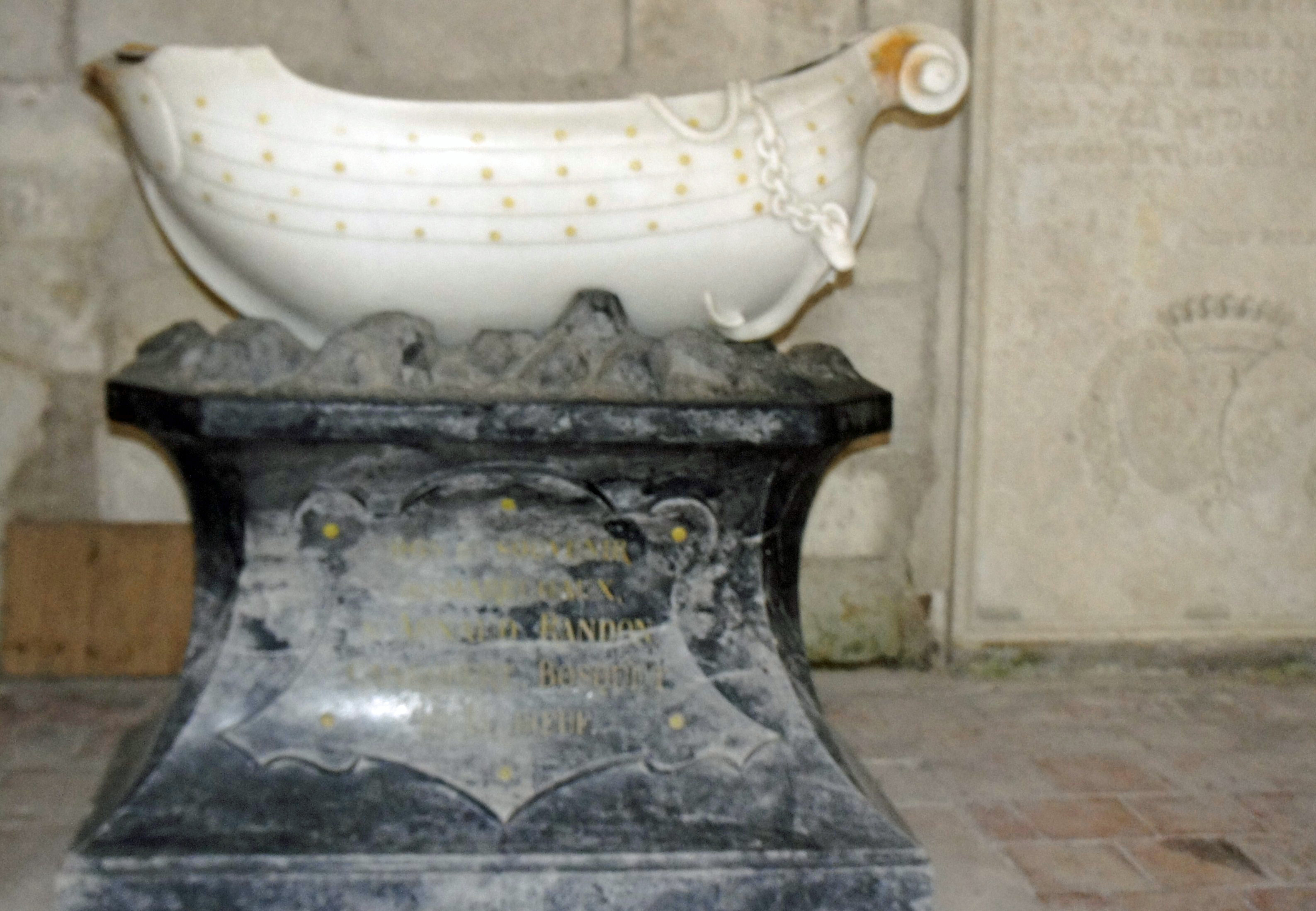
Fonts baptismaux[3], marbre blanc.
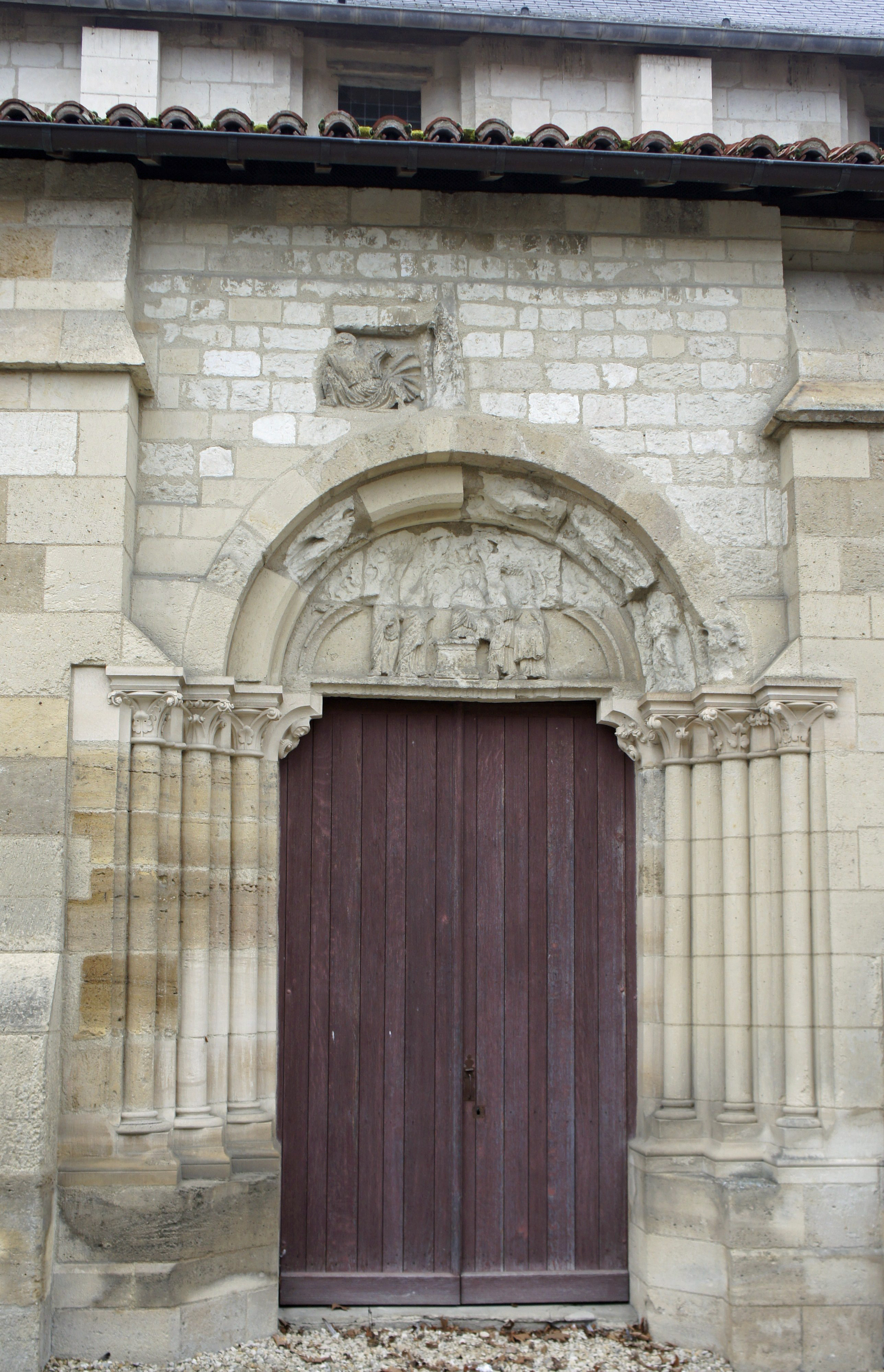
Portail orienté au sud.
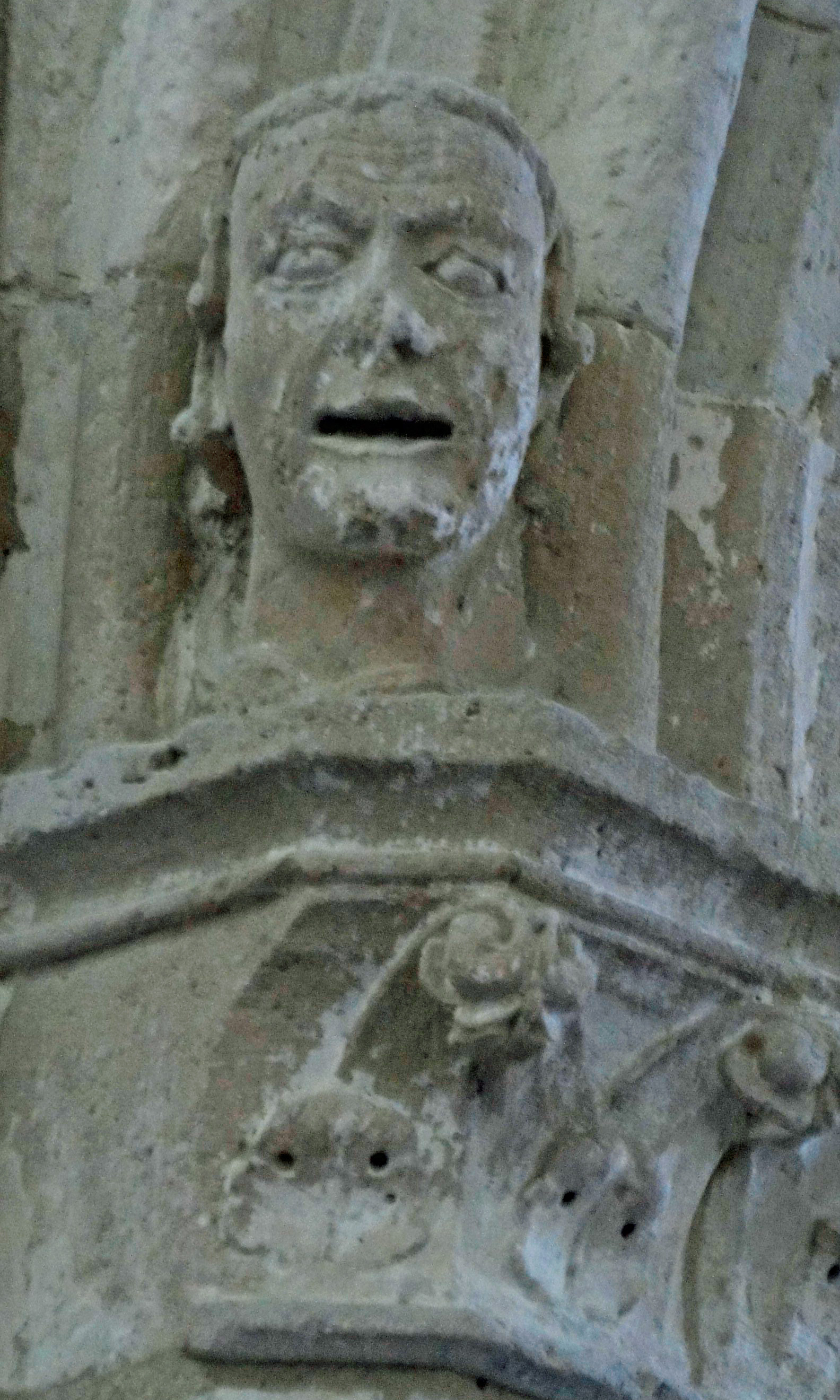
Chapiteau,
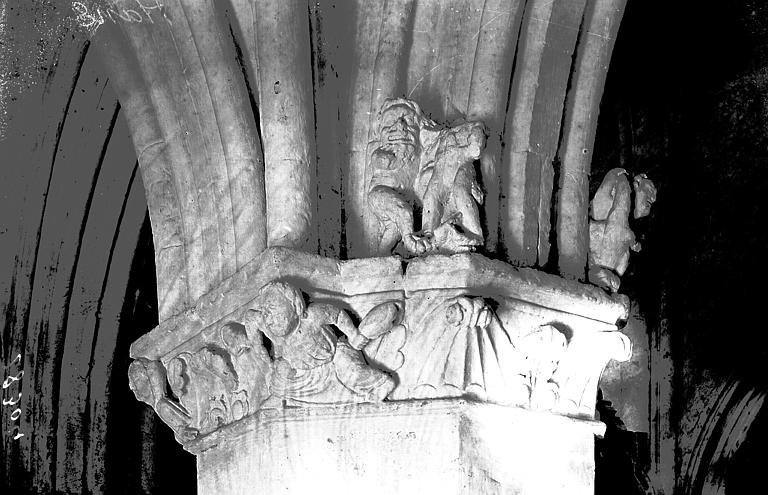
photographie Camille Enlart.

## Personnages historiques
Elle abrite le caveau familial de la famille Duval, comtes de Dampierre :
- Les cœurs de Henri du Val, comte de Dampierre , maréchal et de son frère Guillaume-Henri, général ;
- Un vitrail de Charles-Antoine-Henri Du Valk de Dampierre, 93e évêque de Clermont ainsi qu'un de Pierre de Hans évêque de Châlons.